# Víctor Martínez Manrique
Víctor Martínez Manrique (Mataró, España, 3 de junio de 1997), conocido como Víctor ‘Viti’ Martínez, es un futbolista español que juega como interior derecho en las filas del Inter Club d'Escaldes de la Primera División de Andorra.

## Trayectoria
Víctor se formó en las categorías inferiores del C.F. Damm con el que llegó a jugar en juveniles hasta 2016, cuando se marcharía a las filas del CE Sabadell para disputar la temporada 2016-17 en las filas de su filial en el Grupo V de Tercera División.
En la siguiente temporada, ascendería al primer equipo del CE Sabadell para jugar en el Grupo III de Segunda División B.
En 2018 ingresó en la disciplina grana del Club Gimnàstic de Tarragona y interior derecho reforzaría la Club de Futbol Pobla de Mafumet filial del club grana en Tercera División durante dos temporadas.
Durante la temporada 2018-19, alternaría participaciones con Club de Futbol Pobla de Mafumet de la Tercera División y el primer equipo del Club Gimnàstic de Tarragona. El 17 de noviembre de 2018 debutaría en la Liga 123, en una derrota frente al Málaga CF en La Rosaleda por dos goles a cero.
En abril de 2020, se hace oficial su llegada al Atlético Ottawa de la Canadian Premier League, llega procedente del Club Gimnàstic de Tarragona.
En septiembre de 2020, firmaría por el Deportivo Alavés "B" de la Segunda División B de España, hasta el comienzo de la Canadian Premier League en enero de 2021. Viti jugaría en el conjunto canadiense hasta finalizar su contrato en diciembre de 2021.
El 29 de abril de 2022, firma por el Inter Club d'Escaldes de la Primera División de Andorra.

## Clubes
| Club                            | País    | Año             |
| ------------------------------- | ------- | --------------- |
| CE Sabadell B                   | España  | 2016-2017       |
| CE Sabadell                     | España  | 2017-2018       |
| Club de Futbol Pobla de Mafumet | España  | 2018            |
| Club Gimnàstic de Tarragona     | España  | 2018-2020       |
| Atlético Ottawa                 | Canadá  | 2020-2021       |
| Deportivo Alavés "B" (cedido)   | España  | 2020            |
| Inter Club d'Escaldes           | Andorra | 2022-Actualidad |